# Cantone di Arbois
Il Cantone di Arbois è una divisione amministrativa dell'arrondissement di Lons-le-Saunier.
A seguito della riforma approvata con decreto del 17 febbraio 2014, che ha avuto attuazione dopo le elezioni dipartimentali del 2015, è passato da 14 a 36 comuni.

## Composizione
I 14 comuni facenti parte prima della riforma del 2014 erano:
- Abergement-le-Grand
- Arbois
- Les Arsures
- La Châtelaine
- La Ferté
- Mathenay
- Mesnay
- Molamboz
- Montigny-lès-Arsures
- Les Planches-près-Arbois
- Pupillin
- Saint-Cyr-Montmalin
- Vadans
- Villette-lès-Arbois

Dal 2015 i comuni appartenenti al cantone sono i seguenti 36:
- Abergement-le-Grand
- Abergement-lès-Thésy
- Aiglepierre
- Arbois
- Aresches
- Les Arsures
- Bracon
- Cernans
- La Chapelle-sur-Furieuse
- La Châtelaine
- Chaux-Champagny
- Chilly-sur-Salins
- Clucy
- Dournon
- La Ferté
- Geraise
- Ivory
- Ivrey
- Lemuy
- Marnoz
- Mathenay
- Mesnay
- Molamboz
- Montigny-lès-Arsures
- Montmarlon
- Les Planches-près-Arbois
- Pont-d'Héry
- Pretin
- Pupillin
- Saint-Cyr-Montmalin
- Saint-Thiébaud
- Saizenay
- Salins-les-Bains
- Thésy
- Vadans
- Villette-lès-Arbois